# Giorgio Federico Ghedini
Giorgio Federico Ghedini (Cuneo (Piemont), 11 de juliol, 1892 - Gènova, 25 de març, 1965 ) va ser un compositor i professor italià, guanyador del Premi Feltrinelli de Música l'any 1963.

## Biografia
Després d'estudiar orgue, piano i violoncel a Torí, es va graduar en composició a Bolonya amb Marco Enrico Bossi l'any 1911. Va començar la carrera com a director, tot i que aviat es va dedicar principalment a la composició i la docència. Va ser professor de composició al Conservatori de Torí del 1918 al 1937, al "Conservatori Arrigo Boito" del 1937 al 1941, posteriorment va passar al Conservatori Verdi de Milà, del qual també va ser director del 1951 al 1962. Testimoni d'aquest llarg ensenyament, l'activitat es recorda als alumnes Marcello i Claudio Abbado, Luciano Berio, Alberto Bruni Tedeschi, Niccolò Castiglioni, Fiorenzo Carpi, Carlo Pinelli i Liliana Renzi.
Autor extremadament prolífic, Ghedini va treballar assíduament fins a la seva mort a Nervi el 1965. El Conservatori de Cuneo va ser dedicat al seu nom i un carrer de Torí, i també un carrer al barri de la Barriera de Milà, va rebre el seu nom.

## La música
Apassionat per la música antiga, va transcriure i reelaborar composicions de nombrosos autors renaixentistes i barrocs, com Claudio Monteverdi, Girolamo Frescobaldi, Andrea i Giovanni Gabrieli. També es va inspirar en la música antiga per a les seves composicions originals, intentant combinar els seus trets estilístics amb el llenguatge del segle xx. El seu estil és únic en el panorama musical contemporani i s'expressa a través del contrapunt sublim i el domini formal/constructiu. El mateix Ghedini va assenyalar en aquest sentit:
"L'estructura de la composició sorgeix de l'organització espontània de valors purament musicals, en una sèrie d'edificis sonors al seu torn cimentats els uns als altres per una clara lògica temàtica i constructiva".
En la seva immensa producció de cambra i simfònica cal destacar el Concert per a orquestra (dedicat a la memòria del prematurament mort director Guido Cantelli), els concerts de violí Il Belprato i Concentus Basiliensis, el concert per a dos violoncels L'Olmeneta, Musica Notturna, que destaca per la seva cura tímbrica gairebé obsessiva, i el Concerto dell'Albatro per a violí, violoncel, piano, narrador i orquestra, sobre el text "Moby Dick" de Herman Melville la traducció del qual a l'italià és obra de l'escriptor Salvatore Quasimodo (abans actuació absoluta a Torí el desembre de 1945; primera actuació de l'històric Trio de Trieste el 1951 amb l'Orquestra de Cambra de Basilea dirigida per Paul Sacher) i el Divertimento en re major per a violí i orquestra (1959/60) dedicat a la violinista Wanda Luzzato (estrena mundial, Torí 28 d'octubre de 1960 amb l'Orquestra de la RAI dirigida per Hilmar Schatz, repetida el 28 de febrer de 1962, a la RAI de Milà, per Franco Gulli sota la direcció de Lovro von Matačić).
Els set Ricercari per a violí, violoncel i piano van ser, en canvi, dedicats expressament per Giorgio Federico Ghedini al Trio de Trieste: el tema de l'últim dels Ricercari està format amb les lletres, segons la nomenclatura alemanya, dels noms i cognoms dels membres del Trio de Trieste i això és:
Dario De Rosa = D, A, D, E, A (Re, La, Re, Mi, La)
Renato Zanettovich = E, A, E, C, H (Mi, La, Mi, Do, Si)
Libero Lana = B, E, A (Sib, Mi, La)
La seva producció de música de cambra vocal és molt notable, i també immensa, sobretot lletres per a veu i piano.
També es va dedicar a l'elaboració de cançons populars de la tradició arcaica, dedicant algunes de les seves composicions al cor SAT de Trento, i a la creació de bandes sonores per a pel·lícules, documentals i curtmetratges (sobretot per a Lux Film).

## Obres
Òperes
- Gringoire (1915)
- Maria d'Alessandria (1937) al Teatre Gaetano Donizetti de Bèrgam amb Andrea Mongelli, Giuseppe Nessi, Antenore Reali i Aristide Baracchi.
- Re Hassan (1939)
- La pulce d'oro (1940)
- Le Baccanti, llibret de Tullio Pinelli (1948)
- Billy Budd (8 de setembre, 1949), òpera en 1 acte, llibret de Salvatore Quasimodo (del conte de Herman Melville)
- Lord Inferno (1952)
- L'ipocrita felice (1956)
- Girotondo, imitar l'acció per als nens (1959)
- La via della croce (1961)

Música instrumental
- 29 canoni per pianoforte (1909-1910)
- Quintetto a fiati per flauta, oboè, clarinet, fagot i corn (1910)
- Tema e Variazioni sulla parola Fede per pianoforte (1911)
- 6 pezzi per harmònium, amb enregistrament afegit per a harmonio d'art (1913)
- 9 pezzi per pianoforte (1913-1914)
- Doppio quintetto per a cordes i vents amb l'addició de arpa i piano (1921)
- Elegia per violoncel i pianoforte (1923)
- Partita per orquestra (1926)
- Quartetto per archi N. 1 (1927)
- Fantasia per pianoforte (dedicada al pianista Nino Rossi[2]) (1927)
- Concerto grosso in fa maggiore per flauta, oboè, clarinet, fagot, corn i arc (1927)
- Concerto a cinque per flauta, clarinet, oboè, fagot i pianoforte (1930)
- Pezzo Concertante per 2 violins, viola i orquestra (1931)
- Marinaresca e Baccanale per orquestra (1933)
- Adagio e allegro da concerto per flauta, clarinet, corn, arpa, violí, viola, violoncel (1936)
- Quartetto per archi N. 3 in un solo movimento (1939)
- Architetture, concerto per orchestra (1940)
- Divertimento contrappuntistico per pianoforte (1940* Invenzioni, concert per a violoncel, arc, timpà i plats (1941 amb Antonio Janigro al Gran Teatre La Fenice de Venècia)
- Sette Ricercari per violí, violoncel i pianoforte (1943)
- Capriccio per a pianoforte (1944)
- Ricercare super "Sicut Cervus" (Salm XLI) pera pianoforte (dedicada al pianista Nino Rossi)[3] (1944)
- Concerto dell'Albatro per violí, violoncel, pianoforte, veu recitant i orquestra (1945)
- Canoni per violí i violoncel (1946)
- Concerto per pianoforte i orquestra: I. Allegro sostenuto con ritmo; II. Molto adagio; III. Allegretto alla marcia; IV. Vivace (dedicato ad Arturo Benedetti Michelangeli) (1947 al Teatro La Fenice con Pietro Scarpini, dir. Antonio Pedrotti)
- Concerto N. 1 per 2 pianos i orquestra (1947)
- Concerto detto "Il belprato" per violí i orquestra (dedicat a Michelangelo Abbado) (1947)
- Musica Notturna per orquestra (1947)
- Canzoni per orchestra (1947)
- Concerto detto "L'Alderina" per flauta, violí i orquestra (1950)
- Concerto detto "L'Olmeneta" per a orquestra i dos violoncels concertants (1951)
- Musica da concerto per viola i arc (1953)
- Concentus basiliensis (dedicat a Paul Sacher) per violí i orquestra (1954)
- Concerto per orchestra (dedicat a la memoria de Guido Cantelli) (1956)
- Sonata da concerto per flautoa, arc i instruments de percussió (1958)
- Fantasia per pianoforte e strumenti a corda (1958) interpretada al Teatre de La Scala de Milà per Maurizio Pollini dirigida per Thomas Schippers
- Quartetto per archi N. 2 (dedicat al Quartetto Italiano) (1959)
- Studio da concerto per guitarra (1959)
- Divertimento in Re maggiore per violçi i orquestra: I. Arabesca; II. Allegro vivace alla polka; III. Molto sostenuto; IV. Polacca (1959/60, dedicat a Wanda Luzzato)
- Studi per un affresco di battaglia per orchestra (1961)
- Appunti per un credo per orchestra (1961)
- Musica concertante per violoncel i arc (1962)
- Tre Pezzi per flauto (1962)
- Contrappunti per tres arcs (violí, viola i violoncel) i orquestra (1962)
- Musiche per tre strumenti per flauta, violoncel i pianoforte (1963)
- Ouverture pour un concert (dedicat a la "Fondazione Internazionale Balzan") per a orquestra (1963)
- Symphonia per orquestra (obra postuma)
- Andantino soave per orquestra (inèdit, 1919)
- Ouverture drammatica per orquestra (inedita, 1922)

## Discografia
Giorgio Federico Ghedini: "Architectures - Counterpoints", Marinaresca i Bacchanal, segell Naxos Records, 2013 Paolo Chiavacci, violí, Riccardo Savinelli, viola, Giuseppe Scaglione, violoncel, Orquestra Simfònica de Roma, director Francesco La Vecchia